# 金在春
金在春（韓語：김재춘，1927年6月4日—2014年1月2日），韓國軍人、政治人物。陸軍官校第五期。朴正熙五一六政變時的六管區參謀長，政變後升任防諜部隊隊長、軍檢警聯合調查本部長，1963年以陸軍少將退伍，任中央情報部（現國家情報院）部長。
金在春為反金鍾泌的大將，上任後第二天（2月23日），就裁掉情報副次長、局長、分部長等以八期生為中心的31名金鍾泌派系幹部。:821963年6月，涉及金鍾泌派系的「證券風波」相關人士判決無罪，「反金鍾泌派」反而被扣上帽子，為此金在春擔起責任，於7月13日被迫辭職。:85
卸任中央情報部部長後擔任無任所長官，1973年當選國會議員。
1987年總統選舉時，宣布支持金泳三。

## 相關影視作品
- 2005年（第五共和国）电视剧
- 2020年（南山的部长们）电影